# Loblaws
Loblaws è una catena di supermercati con oltre 70 negozi in Canada, con sede a Brampton.
È una suddivisione della Loblaw Companies Limited, il più grande distributore di cibo del Canada.